# غاريقون إصبعي
غاريقون إصبعي (الاسم العلمي: Agaricus digitalis ) هو نوع الفطريات يتبع جنس الغاريقون من الفصيلة الغاريقونية.